# Fissidens discolor
Fissidens discolor là một loài Rêu trong họ Fissidentaceae. Loài này được Wilson ex Mitt. mô tả khoa học đầu tiên năm 1859.